# ホンダ・バリエ
バリエ（VARIE）は本田技研工業がかつて製造販売したオートバイである。

## 概要
1976年1月に発売された排気量49ccの原動機付自転車ロードパルは輸出も含み1年間で25万台の売上を記録するヒット商品となり、1975年には年間113万台だった国内二輪車生産台数も1976年には130万台に伸びた。
そこで、さらなる新しい需要層の開拓を見込んで開発されたのがオートマチックトランスミッションに世界初となるVベルト式無段変速機を搭載する本モデルである。

## 車両解説
車名は、ラテン語で「多様に、いろいろに」を意味し、誰にも気軽にレジャーからビジネスまで幅広い用途で使えることをイメージした。
型式名は、エンジン始動方式がキックスターターのみがNF50、併せてセルモーター搭載モデルがNF50Mで、車重はNF50が71kg、NF50Mが75kgである。
車体は、低床バックボーンフレームとし、車体長x幅x高さ：1,660x630x975m（mm）・最低地上高：120mm・ホイールベース：1,125mm・最小回転半径：1.7mのサイズを持つ。
レッグシールドにフルカバーされる強制空冷2ストロークピストンリードバルブエンジンは、潤滑は分離給油式とし、容量3.8Lのタンクからキャブレターにより燃料供給され、内径x行程=40.0x39.6（mm）から、最高出力3.6ps/6,500rpm・最大トルク0.44kg-m/4,500rpmのスペックを発揮する。
サスペンションは前輪がテレスコピック、後輪がスイングアーム、キャスター角は26°00´、トレール量は59mmである。
ブレーキは、前後とも機械式リーディングトレーリィングで、タイヤサイズは2.75x14である。

## 遍歴
1977年4月5日
同月15日より以下の価格で販売することを発表
- NF50 - 99,000円
- NF50M（セル付） - 109,000円

生産目標は輸出も含め15,000台/月とされたが、1978年に実質的後継モデルのシャレットへモデルチェンジされる形で生産終了。